# Trichoncus orientalis
Trichoncus orientalis là một loài nhện trong họ Linyphiidae.
Loài này thuộc chi Trichoncus. Trichoncus orientalis được Kirill Yuryevich Eskov miêu tả năm 1992.